# Карельское восстание (1921—1922)
Карельское восстание (карел. Päivännouzu Karjalan kanzannouzu, фин. Itä-Karjalaisten kansannousu, эст. Karjala ülestõus или эст. Karjala Vabadusvõitlus; в буквальном переводе с карельского и финского: «Восточно-Карельское народное восстание», а в эстонской историографии события также известны как «Карельское восстание» или «Карельская освободительная борьба»), в советской историографии «Карельская авантюра», также в российской историографии «Карельское крестьянское восстание» — вооружённый конфликт на заключительном этапе гражданской войны в России — c ноября 1921 по февраль 1922 года — между карельскими восставшими крестьянами и финскими добровольцами с одной стороны, и Красной армией — с другой стороны. Экспедиция для подавления восстания в советских источниках того периода именуется «Карельский поход».

## Предыстория
В начале XIX века, после присоединения Финляндии к Российской империи, между Финляндией и Олонецкой губернией началось установление тесных связей, в том числе культурных, сопровождавшееся двусторонней миграцией населения и смешанными браками.
К началу XX века в Финляндии сформировалась активная карельская диаспора. В 1906 году в Тампере прошёл учредительный съезд «Союза беломорских карел». Съезд утвердил устав, главной целью которого было провозглашено объединение родственных карельского и финского народов, населявших Олонецкую и Архангельскую губернии, улучшение духовного и материального положения беломорских карел. Союз объединял около 750 человек, как граждан Финляндии, так и подданных России. Позднее члены «Союза беломорских карел» сыграли важную роль в Карельском восстании, став его идейными вдохновителями и организаторами. Помимо членов Союза, в подготовке восстания участвовали члены «Карельского академического общества» (фин. Akateeminen Karjala-Seura, AKS), шюцкора, «Братьев по ненависти» (фин. Vihan veljet) и других организаций.
Не менее важную роль в восстании сыграла финская диаспора, проживавшая на территории Карельской трудовой коммуны и мечтавшая о «Великой Финляндии», граница которой должна была пройти по Неве, Свири и от Повенца до Онежского залива Белого моря.
10 октября 1920 года в Хельсинки был создан «Карельский союз», в руководство которого вошли представители правящих кругов Финляндии.

## Причины войны
Причинами являлись:
- желание исправить «позорный мир» Тартуского договора, стремление к созданию «Великой Финляндии» среди финской политической элиты и эмигрантов из восточной Карелии[14][15];
- недовольство населения восточной Карелии недостатком продовольствия, тяжёлым экономическим положением в составе Советской России.

## Участники восстания
Большую часть участников восстания на первом этапе составили российские карелы, эмигрировавшие в Финляндию после 1-й советско-финской войны. В боевых действиях в Карелии приняли участие также около 500 финских добровольцев, в том числе 28 офицеров и военных специалистов (майор Моттонен, майор Пааво Талвела, капитан Г. Свинхувуд, лейтенант Т. Тенхунен, Э. Хейнрикс и др.), возглавившие боевые отряды, из финнов был сформирован отдельный батальон (фин. Repolan Pataljoona). Кроме того, в начале декабря 1921 года в боевых действиях против советских войск приняли участие отряды из участников кронштадтского мятежа (численностью около 200 человек), которые были сформированы в Финляндии.
Коренное население Карельской трудовой коммуны разделились по вопросу поддержки восстания и целей восставших. В Южной Карелии преобладали сторонники советской власти. В Центральной Карелии многие выступали за независимость либо за объединение с Финляндией, в то же время здесь было немало и приверженцев советской власти. Наибольшей поддержкой идея присоединения к Финляндии пользовалась в Северной и Беломорской Карелии.
Правительство Финляндии также оказывало прямую политическую и дипломатическую поддержку карельским повстанцам.
На территории Эстонии производился сбор помощи карельским повстанцам.
26 ноября 1921 года делегация «карельских повстанцев» была принята в финском сейме, а 27 ноября правительство Финляндии обратилось в Лигу Наций с просьбой «рассмотреть ненормальное положение, создавшееся в Восточной Карелии». Правительство Эстонии поддержало обращение правительства Финляндии. 19 декабря 1921 года наркомат иностранных дел направил ноту протеста в связи с вмешательством Финляндии и Эстонии во внутренние дела РСФСР.

## Ход боевых действий
Десятки крестьянских восстаний во время Гражданской войны проходили по похожей схеме: организовывалась самоуправляемая область охраняемая народным ополчением. В карельском случае так же важным был национальный фактор.
Подготовка к вооружённому восстанию в восточной Карелии, создание материальных запасов и агитация местного населения, в которой участвовали финские активисты (в частности, Ялмари Таккинен), начались летом 1921 года. С начала октября 1921 года с территории Финляндии на советскую территорию перешли несколько вооружённых отрядов (называвших себя «лесными партизанами» — фин. metsäsissit), которые в течение месяца заняли в приграничной зоне 15 деревень и населённых пунктов, приступили к организации и вооружению местных сторонников, занимались агитацией и вели разведку. В середине октября 1921 года в Тунгудской волости был создан «Временный Карельский комитет» (фин. Karjalan väliaikainen hallitus), в состав комитета вошли: политический руководитель Василий Левонен (урождённый Василий Сидоров, псевдоним «Укки Вяйнямёйнен»), полевые командиры и лидеры восстания — Ялмари Таккинен (псевдоним «Илмаринен») и Оссиппа Бориссайнен. «Комитет» объявил мобилизацию мужчин в возрасте от 17 до 40 лет, в проведении мобилизации принимали участие финские офицеры.
Боевые действия начались 6 ноября 1921 года с вторжения карело-финских вооружённых отрядов в восточную Карелию. В начальный период эти отряды численностью до 2500 человек уничтожали административные органы и сторонников советской власти, стремились разрушить коммуникации и Мурманскую железную дорогу, устраивали засады и атаковали подразделения советских войск. К началу вторжения в Карелию границу между РСФСР и Финляндией, проходившую на протяжении 2000 километров по карельским лесам и болотам, охраняли всего 400 бойцов 379-го стрелкового полка 127-й отдельной стрелковой бригады. Кроме того, в Карелии находилось около 300 бойцов погранчастей ВЧК. 13 ноября 1921 года был сожжен железнодорожный мост через реку Онда, вплоть до восстановления которого (06.12.1921) Карелия оказалась фактически изолированной. 17 ноября 1921 года для борьбы с повстанцами было создано единое военное командование, в распоряжение которого поступили все находившиеся в Карелии и прибывавшие части, образованы три боевых участка: северный, средний и южный.
18 декабря 1921 года территория Карелии севернее реки Свирь была объявлена на осадном положении, была проведена мобилизация сил и средств, переброшены дополнительные подразделения РККА, был сформирован Карельский фронт во главе с А. И. Седякиным.
К концу декабря 1921 года карело-финские отряды насчитывали уже 5—6 тысяч человек (Ребольский батальон, Беломорский полк, полк лесных партизан) и занимали часть восточной Карелии до линии Кестеньга—Суопасалма—Ругозеро—Паданы—Поросозеро.
26 декабря 1921 года советские войска перешли в наступление из района Петрозаводска и к началу января 1922 года разбили основные силы противника.
29 декабря 1921 года части РККА в ходе ожесточенных боев заняли Поросозеро. Карело-финские части отспупили к северу от посёлка.
8 января 1922 года из Масельгской вышел отряд Тойво Антикайнена (170 стрелков с 7 пулемётами), тем самым начав 920-километровый рейд по занятой противником территории. В ходе рейда отряд занял 7 деревень, станцию «лыжной почты», в ходе 9 боевых столкновений уничтожил и захватил в плен 117 повстанцев (при собственных потерях 8 убитыми и 10 ранеными), освободил 30 советских военнопленных.
Вечером 8 января отряд Антикайнена вошел в Паданы, откуда направился в Реболы. 
14 января отряд Антикайнена без боя вошел в Реболы. Через два дня, 16 января 1922 года, в Реболы вошли основные подразделения РККА.
20 января 1922 года советские части вошли в Кимасозеро, 25 января северная группировка советских войск заняла Кестеньгу и Кокисальму, а 5 февраля — Тихтозеро.
2 февраля 1922 года началось просоветское рабочее вооружённое восстание, состоявшееся на севере Финляндии.
7 февраля 1922 года советские войска заняли «столицу» повстанцев — село Ухта.
7 февраля 1922 года остатки красных повстанцев из 283 сторонников восстания, из них 25 женщин с детьми перешли через границу в Россию.
К середине февраля карело-финские войска были выбиты из Восточной Карелии, 17 февраля 1922 года боевые действия были окончены.
В боевых действиях против карельских повстанцев приняли участие карелы (в том числе ⅔ коммунистов карельской партийной организации и большинство комсомольцев), а также подразделения из красных финнов, эмигрировавших в РСФСР после гражданской войны в Финляндии, — в частности, лыжный батальон Петроградской интернациональной военной школы (командир А. А. Инно).
Противостоящая группировка Красной армии к завершению боевых действий насчитывала более 30 тысяч человек, 414 пулемётов, 31 орудие, 14 самолётов и 3 бронепоезда.
В ходе конфликта были захвачены документы 47 офицеров финской армии, принимавших непосредственное участие в боях с советскими войсками, 2 февраля 1922 года они были опубликованы в газете «Правда».
Боевые действия завершились 21 марта 1922 года подписанием в Москве Соглашения между правительствами РСФСР и Финляндии о принятии мер по обеспечению неприкосновенности советско-финской границы.

## Дальнейшие события
1 июня 1922 года в Гельсингфорсе было подписано Соглашение между РСФСР и Финляндией о мероприятиях, обеспечивающих неприкосновенность границы. В договоре стороны обязались сократить численность пограничных войск и оставить территории постоянно незаселёнными. Часть населения Карелии ушла в Финляндию: по данным советских источников, «около 8 тыс. человек работоспособного населения», по данным финских источников, «около 30 000 беженцев». В тот же день в Гельсингфорсе был подписан дополнительный протокол к Соглашению между Россией и Финляндией о мероприятиях, обеспечивающих неприкосновенность границы.
30 апреля 1923 года советское правительство объявило амнистию рядовым участникам мятежа.
В то же время некоторые участники восстания не готовы были сложить оружие. Вплоть до конца 1920-х годов вооружённые группы, созданные из беженцев из советской Карелии и в СССР называемые «карельскими бандами», совершали рейды на советскую территорию.

## Экономический ущерб
По утверждению советских источников в результате антисоветского выступления экономике Карелии был нанесён значительный материальный ущерб: карельские повстанцы сжигали дома сторонников Советской власти, разгромили несколько школ и библиотек, разграбили свыше 15 тысяч пудов хлеба с продовольственных пунктов.

## Боевые потери
Общие потери Оперативной объединённой группы войск в Карелии за 1921—1922 годы составили 352 убитыми и умершими от ран, 1042 ранеными, обмороженными и заболевшими.

## Правительственные награды
- Нагрудный металлический жетон «Честному воину Карельского фронта» — памятный знак, учреждён приказом РВСР № 570 от 5 марта 1922 года. Им награждали отличившихся красноармейцев и командиров[29].

## Отражение в искусстве
- Геннадий Фиш. «Падение Кимас-озера» (повесть, 1933 г.).
- Художественный фильм «За Советскую Родину» (СССР, «Ленфильм», 1937 г.)[30] — по повести Геннадия Фиша «Падение Кимас-озера»[31].

За рубежом также известен под названием «Лыжный батальон».
- Антти Тимонен. «Мы карелы» (роман, 1969 г.).